# Jean Taylor
Jean Ellen Taylor (nascida em 1944)  é uma matemática americana que é professora emérita na Rutgers University e professora visitante no Courant Institute of Mathematical Sciences da New York University.

## Biografia
Taylor nasceu no norte da Califórnia.
Taylor entrou para o corpo docente da Rutgers em 1973 e se aposentou em 2002. Ela foi presidente da Association for Women in Mathematics de 1999 a 2001.
Ela foi casada três vezes, com os matemáticos John Guckenheimer e Fred Almgren, e com o financista e advogado científico William T. Golden.

## Pesquisa
Taylor é conhecida por seu trabalho sobre a matemática das bolhas de sabão e do crescimento de cristais. Em 1976, publicou a primeira prova das leis do Planalto, uma descrição das formas formadas por aglomerados de bolhas de sabão que haviam sido formulados sem provas no século XIX por José Planalto.

## Publicações selecionadas
- Taylor, Jean E. (1976), «The structure of singularities in soap-bubble-like and soap-film-like minimal surfaces», Annals of Mathematics, Second Series, 103 (3): 489–539, MR 0428181, doi:10.2307/1970949.
- Taylor, J. E.; Cahn, J. W.; Handwerker, C. A. (1992), «Overview No. 98. I. Geometric models of crystal growth», Acta Metallurgica et Materialia, 40 (7): 1443–1474, doi:10.1016/0956-7151(92)90090-2.
- Taylor, J. E. (1992), «Overview No. 98. II. Mean curvature and weighted mean curvature», Acta Metallurgica et Materialia, 40 (7): 1475–1485, doi:10.1016/0956-7151(92)90091-R.
- Almgren, Fred; Taylor, Jean E.; Wang, Lihe (1993), «Curvature-driven flows: a variational approach», SIAM Journal on Control and Optimization, 31 (2): 387–438, MR 1205983, doi:10.1137/0331020.
- Cahn, J. W.; Taylor, J. E. (1994), «Overview No. 113. Surface motion by surface diffusion», Acta Metallurgica et Materialia, 42 (4): 1045–1053, doi:10.1016/0956-7151(94)90123-6.
- Taylor, Jean E. (2003), «Some mathematical challenges in materials science», Bulletin of the American Mathematical Society, 40 (1): 69–87, MR 1943134, doi:10.1090/s0273-0979-02-00967-9.
- Taylor, Jean E. (2006), «Soap bubbles and crystals», Resonance, 11 (6): 26–30, doi:10.1007/BF02838879.